# Giải bóng đá vô địch quốc gia Đức 2012–13
Giải bóng đá vô địch quốc gia Đức 2012–13 (Bundesliga 2012-13) là mùa giải thứ 50 của Giải bóng đá vô địch quốc gia Đức, giải bóng đá hàng đầu của nước Đức. Mùa giải bắt đầu vào ngày 24 tháng 8 năm 2012 với trận đấu mở màn mùa giải tại Sân vận động Westfalen bao gồm đương kim vô địch Borussia Dortmund và SV Werder Bremen và kết thúc vào ngày 18 tháng 5 năm 2013, với kỳ nghỉ đông kéo dài từ ngày 15 tháng 12 năm 2012 đến ngày 19 tháng 1 năm 2013. Bayern Munich giành được chức vô địch của mùa giải 2012-13 chỉ sau 28 vòng đấu, đánh bại kỷ lục trước đó của họ 2 vòng đấu.
Giải đấu gồm có 18 đội: 15 đội đứng đầu của mùa giải 2011-12, 2 đội đứng đầu từ 2. Bundesliga 2011-12 và đội thắng của play-off xuống hạng giữa đội đứng thứ 16 của Bundesliga và đội đứng thứ ba của 2. Bundesliga. Đáng chú ý, ở mùa giải 2012-13, không có đội bóng nào ở Đông Đức cũ, kể cả thành phố thủ đô Berlin.

## Bảng xếp hạng
| VT | Đội                      | ST | T  | H  | B  | BT | BB | HS  | Đ  | Giành quyền tham dự hoặc xuống hạng    |
| -- | ------------------------ | -- | -- | -- | -- | -- | -- | --- | -- | -------------------------------------- |
| 1  | Bayern Munich (C)        | 34 | 29 | 4  | 1  | 98 | 18 | +80 | 91 | Lọt vào vòng bảng Champions League     |
| 2  | Borussia Dortmund        | 34 | 19 | 9  | 6  | 81 | 42 | +39 | 66 | Lọt vào vòng bảng Champions League     |
| 3  | Bayer Leverkusen         | 34 | 19 | 8  | 7  | 65 | 39 | +26 | 65 | Lọt vào vòng bảng Champions League     |
| 4  | Schalke 04               | 34 | 16 | 7  | 11 | 58 | 50 | +8  | 55 | Lọt vào vòng play-off Champions League |
| 5  | SC Freiburg              | 34 | 14 | 9  | 11 | 45 | 40 | +5  | 51 | Lọt vào vòng bảng Europa League        |
| 6  | Eintracht Frankfurt      | 34 | 14 | 9  | 11 | 49 | 46 | +3  | 51 | Lọt vào vòng play-off Europa League    |
| 7  | Hamburger SV             | 34 | 14 | 6  | 14 | 42 | 53 | −11 | 48 |                                        |
| 8  | Borussia Mönchengladbach | 34 | 12 | 11 | 11 | 45 | 49 | −4  | 47 |                                        |
| 9  | Hannover 96              | 34 | 13 | 6  | 15 | 60 | 62 | −2  | 45 |                                        |
| 10 | 1. FC Nürnberg           | 34 | 11 | 11 | 12 | 39 | 47 | −8  | 44 |                                        |
| 11 | VfL Wolfsburg            | 34 | 10 | 13 | 11 | 47 | 52 | −5  | 43 |                                        |
| 12 | VfB Stuttgart            | 34 | 12 | 7  | 15 | 37 | 55 | −18 | 43 | Lọt vào vòng loại thứ ba Europa League |
| 13 | Mainz 05                 | 34 | 10 | 12 | 12 | 42 | 44 | −2  | 42 |                                        |
| 14 | Werder Bremen            | 34 | 8  | 10 | 16 | 50 | 66 | −16 | 34 |                                        |
| 15 | FC Augsburg              | 34 | 8  | 9  | 17 | 33 | 51 | −18 | 33 |                                        |
| 16 | 1899 Hoffenheim (O)      | 34 | 8  | 7  | 19 | 42 | 67 | −25 | 31 | Lọt vào vòng play-off xuống hạng       |
| 17 | Fortuna Düsseldorf (R)   | 34 | 7  | 9  | 18 | 39 | 57 | −18 | 30 | Xuống hạng đến 2. Bundesliga           |
| 18 | SpVgg Greuther Fürth (R) | 34 | 4  | 9  | 21 | 26 | 60 | −34 | 21 | Xuống hạng đến 2. Bundesliga           |

1. ↑  VfB Stuttgart lọt vào Europa League bằng việc đối đầu với đội lọt vào Champions League Bayern Munich ở trận chung kết Cúp bóng đá Đức 2012-13. Vì họ thua, họ tham dự vòng loại thứ ba, và đội đứng thứ năm và thứ sáu của Bundesliga 2012-13 lần lượt tham dự vòng bảng và vòng play-off.

## Kết quả
| Nhà \ Khách              | FCA | SVW | BVB | F95 | SGE | SCF | SGF | HSV | H96 | TSG | B04 | M05 | BMG | FCB | FCN | S04 | VFB | WOB |
| ------------------------ | --- | --- | --- | --- | --- | --- | --- | --- | --- | --- | --- | --- | --- | --- | --- | --- | --- | --- |
| FC Augsburg              | —   | 3–1 | 1–3 | 0–2 | 2–0 | 1–1 | 3–1 | 0–2 | 0–2 | 2–1 | 1–3 | 1–1 | 1–1 | 0–2 | 1–2 | 0–0 | 3–0 | 0–0 |
| Werder Bremen            | 0–1 | —   | 0–5 | 2–1 | 1–1 | 2–3 | 2–2 | 2–0 | 2–0 | 2–2 | 1–4 | 2–1 | 4–0 | 0–2 | 1–1 | 0–2 | 2–2 | 0–3 |
| Borussia Dortmund        | 4–2 | 2–1 | —   | 1–1 | 3–0 | 5–1 | 3–1 | 1–4 | 3–1 | 1–2 | 3–0 | 2–0 | 5–0 | 1–1 | 3–0 | 1–2 | 0–0 | 2–3 |
| Fortuna Düsseldorf       | 2–3 | 2–2 | 1–2 | —   | 4–0 | 0–0 | 1–0 | 2–0 | 2–1 | 1–1 | 1–4 | 1–1 | 0–0 | 0–5 | 1–2 | 2–2 | 3–1 | 1–4 |
| Eintracht Frankfurt      | 4–2 | 4–1 | 3–3 | 3–1 | —   | 2–1 | 1–1 | 3–2 | 3–1 | 2–1 | 2–1 | 1–3 | 0–1 | 0–1 | 0–0 | 1–0 | 1–2 | 2–2 |
| SC Freiburg              | 2–0 | 1–2 | 0–2 | 1–0 | 0–0 | —   | 1–0 | 0–0 | 3–1 | 5–3 | 0–0 | 1–1 | 2–0 | 0–2 | 3–0 | 1–2 | 3–0 | 2–5 |
| Greuther Fürth           | 1–1 | 1–1 | 1–6 | 0–2 | 2–3 | 1–2 | —   | 0–1 | 2–3 | 0–3 | 0–0 | 0–3 | 2–4 | 0–3 | 0–0 | 0–2 | 0–1 | 0–1 |
| Hamburger SV             | 0–1 | 3–2 | 3–2 | 2–1 | 0–2 | 0–1 | 1–1 | —   | 1–0 | 2–0 | 0–1 | 1–0 | 1–0 | 0–3 | 0–1 | 3–1 | 0–1 | 1–1 |
| Hannover 96              | 2–0 | 3–2 | 1–1 | 3–0 | 0–0 | 1–2 | 2–0 | 5–1 | —   | 1–0 | 3–2 | 2–2 | 2–3 | 1–6 | 4–1 | 2–2 | 0–0 | 2–1 |
| 1899 Hoffenheim          | 0–0 | 1–4 | 1–3 | 3–0 | 0–4 | 2–1 | 3–3 | 1–4 | 3–1 | —   | 1–2 | 0–0 | 0–0 | 0–1 | 2–1 | 3–2 | 0–1 | 1–3 |
| Bayer Leverkusen         | 2–1 | 1–0 | 2–3 | 3–2 | 3–1 | 2–0 | 2–0 | 3–0 | 3–1 | 5–0 | —   | 2–2 | 1–1 | 1–2 | 1–0 | 2–0 | 2–1 | 1–1 |
| Mainz 05                 | 2–0 | 1–1 | 1–2 | 1–0 | 0–0 | 0–0 | 0–1 | 1–2 | 2–1 | 3–0 | 1–0 | —   | 2–4 | 0–3 | 2–1 | 2–2 | 3–1 | 1–1 |
| Borussia Mönchengladbach | 1–0 | 1–1 | 1–1 | 2–1 | 2–0 | 1–1 | 1–0 | 2–2 | 1–0 | 2–1 | 3–3 | 2–0 | —   | 3–4 | 2–3 | 0–1 | 1–2 | 2–0 |
| Bayern Munich            | 3–0 | 6–1 | 1–1 | 3–2 | 2–0 | 1–0 | 2–0 | 9–2 | 5–0 | 2–0 | 1–2 | 3–1 | 1–1 | —   | 4–0 | 4–0 | 6–1 | 3–0 |
| 1. FC Nürnberg           | 0–0 | 3–2 | 1–1 | 2–0 | 1–2 | 1–1 | 0–1 | 1–1 | 2–2 | 4–2 | 0–2 | 2–1 | 2–1 | 1–1 | —   | 3–0 | 0–2 | 1–0 |
| Schalke 04               | 3–1 | 2–1 | 2–1 | 2–1 | 1–1 | 1–3 | 1–2 | 4–1 | 5–4 | 3–0 | 2–2 | 3–0 | 1–1 | 0–2 | 1–0 | —   | 1–2 | 3–0 |
| VfB Stuttgart            | 2–1 | 1–4 | 1–2 | 0–0 | 2–1 | 2–1 | 0–2 | 0–1 | 2–4 | 0–3 | 2–2 | 2–2 | 2–0 | 0–2 | 1–1 | 3–1 | —   | 0–1 |
| VfL Wolfsburg            | 1–1 | 1–1 | 3–3 | 1–1 | 0–2 | 0–2 | 1–1 | 1–1 | 0–4 | 2–2 | 3–1 | 0–2 | 3–1 | 0–2 | 2–2 | 1–4 | 2–0 | —   |

## Vòng play-off xuống hạng
1899 Hoffenheim với tư cách là đội đứng thứ 16 đối mặt với đội đứng thứ ba của 2. Bundesliga 2012-13 1. FC Kaiserslautern ở play-off hai lượt trận.
| 1899 Hoffenheim                     | 3–1    | 1. FC Kaiserslautern |
| ----------------------------------- | ------ | -------------------- |
| - Firmino 11', 29' - Schipplock 67' | Report | - Idrissou 58'       |

| 1. FC Kaiserslautern | 1–2    | 1899 Hoffenheim                 |
| -------------------- | ------ | ------------------------------- |
| - Baumjohann 65'     | Report | - Abraham 44' - Vestergaard 74' |

1899 Hoffenheim thắng với tổng tỷ số 5–2 và giữ lại suất dự Bundesliga cho mùa giải 2013-14.

## Thống kê mùa giải
| Hạng | Cầu thủ            | Câu lạc bộ          | Số bàn thắng |
| ---- | ------------------ | ------------------- | ------------ |
| 1    | Stefan Kießling    | Bayer Leverkusen    | 25           |
| 2    | Robert Lewandowski | Borussia Dortmund   | 24           |
| 3    | Alexander Meier    | Eintracht Frankfurt | 16           |
| 4    | Vedad Ibišević     | VfB Stuttgart       | 15           |
| 4    | Mario Mandžukić    | Bayern Munich       | 15           |
| 6    | Marco Reus         | Borussia Dortmund   | 14           |
| 7    | Thomas Müller      | Bayern Munich       | 13           |
| 7    | Ádám Szalai        | Mainz 05            | 13           |
| 9    | Mame Biram Diouf   | Hannover 96         | 12           |
| 9    | Artjoms Rudņevs    | Hamburger SV        | 12           |
| 9    | Son Heung-Min      | Hamburger SV        | 12           |

| Hạng | Cầu thủ              | Câu lạc bộ        | Số pha kiến tạo |
| ---- | -------------------- | ----------------- | --------------- |
| 1    | Franck Ribéry        | Bayern Munich     | 15              |
| 2    | Jakub Błaszczykowski | Borussia Dortmund | 12              |
| 3    | Szabolcs Huszti      | Hannover 96       | 11              |
| 3    | Hiroshi Kiyotake     | 1. FC Nürnberg    | 11              |
| 3    | Philipp Lahm         | Bayern Munich     | 11              |
| 3    | Thomas Müller        | Bayern Munich     | 11              |

### Hat-trick
| Cầu thủ             | Ghi bàn cho              | Đối đầu với         | Kết quả | Ngày                 |
| ------------------- | ------------------------ | ------------------- | ------- | -------------------- |
| Ádám Szalai         | 1. FSV Mainz 05          | 1899 Hoffenheim     | 3–0     | 27 tháng 10 năm 2012 |
| Marko Arnautović    | Werder Bremen            | 1899 Hoffenheim     | 4–1     | 2 tháng 12 năm 2012  |
| Vedad Ibišević      | VfB Stuttgart            | Schalke 04          | 3–1     | 8 tháng 12 năm 2012  |
| Marco Reus          | Borussia Dortmund        | Eintracht Frankfurt | 3–0     | 16 tháng 2 năm 2013  |
| Claudio Pizarro4    | Bayern Munich            | Hamburger SV        | 9–2     | 30 tháng 3 năm 2013  |
| Klaas-Jan Huntelaar | Schalke 04               | Hamburger SV        | 4–1     | 28 tháng 4 năm 2013  |
| Branimir Hrgota     | Borussia Mönchengladbach | 1. FSV Mainz 05     | 4–2     | 11 tháng 5 năm 2013  |

- 4 Cầu thủ ghi 4 bàn